# Khoisan (volk)
Khoisan of Khoisanvolken is de verzamelnaam voor Khoikhoi- en San-bevolkingsgroepen van zuidelijk Afrika. De Khoikhoi en de San spreken aan elkaar verwante talen die zich kenmerken door kliks (zie: Khoisan talen).

Khoisan (groen)

In het verleden werden ze ook wel als het Capoïde ras aangeduid, omdat ze, visueel gezien, zich onderscheiden van de overige sub-Sahara Afrikanen door een lichtere huidskleur en hun amandelogen.

## Geschiedenis
Stammen van jager-verzamelaars bewonen reeds sinds de Middle Stone Age Afrikaanse gebieden waar de jaarlijkse hoeveelheid neerslag minder dan 1000 millimeter  bedraagt. Deze stammen waren onder andere de voorouders van de Khoisan.  Een studie uitgevoerd in de jaren 90 van de 20e eeuw heeft aangetoond dat Khoisan-mannen een y-chromosoom hebben met een polymorfie die afwijkt van die van andere Afrikaanse volkeren. Mogelijk zijn de Khoisan een van de eerste afsplitsingen van de Y-chromosomale Adam, 60.000 tot 90.000 jaar geleden. 
De distributie van hun talen bewijst dat de Khoisan in Zuid-Afrika gewoond hebben. De talen van de Khoisan kennen onderling grote verschillen, wat erop duidt dat er mogelijk weinig contact was tussen de verschillende stammen waardoor hun talen zich verschillend ontwikkelden. 
Anders dan veel andere volkeren hebben de Khoisan nooit zelf dieren gedomesticeerd, waarschijnlijk vanwege gebrek aan dieren die hiervoor geschikt zijn. Mede hierdoor hadden ze een zwakkere positie in hun concurrentie met de Bantoevolkeren, die wel al landbouw en veeteelt hadden ontwikkeld. Na de komst van de Bantoe waren de Khoisan gedwongen zich vooral terug te trekken in de drogere streken, waar gewassen lastig groeien.
Na de komst van Europese kolonisten in Afrika, deden Europese gewassen hun intrede en trokken landbouwers verder op in het woongebied van de Khoisan. Tijdens het koloniale tijdperk kregen de Khoisanis het extra moeilijk in Zuid-Afrika, Namibië en Botswana. Vandaag de dag leven de meeste Khoisan in de Kalahariwoestijn.